# Tussjö
Tussjö är en sjö i Falkenbergs kommun i Halland och ingår i Ätrans huvudavrinningsområde. Sjön är 17,1 meter djup, har en yta på 0,239 kvadratkilometer och befinner sig 59,6 meter över havet. Vid provfiske har bland annat abborre, gädda, mört och regnbåge fångats i sjön.

## Delavrinningsområde
Tussjö ingår i det delavrinningsområde (632101-131145) som SMHI kallar för Mynnar i Ätran. Medelhöjden är 63 meter över havet och ytan är 11,29 kvadratkilometer. Räknas de 10 avrinningsområdena uppströms in blir den ackumulerade arean 84,73 kvadratkilometer. Lilla å som avvattnar avrinningsområdet har biflödesordning 2, vilket innebär att vattnet flödar genom totalt 2 vattendrag innan det når havet efter 18 kilometer. Avrinningsområdet består mestadels av skog (42 %), öppen mark (11 %) och jordbruk (43 %). Avrinningsområdet har 0,24 kvadratkilometer vattenytor vilket ger det en sjöprocent på 2,1 %. Bebyggelsen i området täcker en yta av 0,12 kvadratkilometer eller 1 % av avrinningsområdet.

## Fisk
Vid provfiske har följande fisk fångats i sjön:
- Abborre
- Gädda
- Mört
- Regnbåge
- Sarv